# Damián Santiago Bitar

Wappen von Damián Santiago Bitar

Damián Santiago Bitar (* 12. Februar 1963 in Arroyo Cabral, Provinz Córdoba, Argentinien) ist Bischof von Oberá.

## Leben
Damián Santiago Bitar empfing am 13. Dezember 1987 die Priesterweihe.
Papst Benedikt XVI. ernannte ihn am 4. Oktober 2008 zum Titularbischof von Turris Tamalleni und zum Weihbischof in San Justo. Die Bischofsweihe spendete ihm der Bischof von Villa María, José Ángel Rovai, am 8. Dezember desselben Jahres; Mitkonsekratoren waren Roberto Rodríguez, Bischof von La Rioja, und Carlos José Ñáñez, Erzbischof von Córdoba.
Am 26. Oktober 2010 berief ihn Benedikt XVI. zum Bischof von Oberá. Die feierliche Amtseinführung (Inthronisation) fand am 4. Dezember desselben Jahres statt.